# Consiglio dei principi e degli alti ufficiali
Il Consiglio dei principi e degli alti ufficiali (議政王大臣會議) fu un'istituzione consultiva creata in Cina dalla dinastia Qing. Fu inoltre l'ultima istituzione di questo tipo ad avere anche de jure il potere legislativo, in quanto le successive lo ebbero solo de facto, senza mandati ufficiali.

## Storia e funzioni
Dopo che la dinastia Qing soppiantò la dinastia Ming alla testa dell'Impero cinese, volle dotarsi di un sistema di governo che assicurasse il proprio predominio. Per questo, nel 1637 venne creato il Consiglio dei principi e degli alti ufficiali.
Il Consiglio, comprendente otto principi che fungevano da consiglieri imperiali e ulteriori ufficiali militari manciù, aveva il compito di fungere da istanza consultiva per l'imperatore, ma i suoi emendamenti avevano la precedenza su qualsiasi decisione presa dal gabinetto politico imperiale, quindi era dotato anche di vasto potere legislativo. Secondo una decisione presa nel 1643 dall'imperatore Shunzhi, i poteri legislativi del Consiglio venivano confermati ed espansi, mentre venivano ammessi anche ufficiali di origine han.
A seguito dell'istituzione dello Studio meridionale nel 1677, i poteri del Consiglio si indebolirono sempre più, finché l'istituzione non divenne altro ché un organismo opalescente senza effettiva influenza sul governo dell'Impero cinese. Infatti, venne definitivamente abolito nel 1717.